# Monterrico y Hawaii
Monterrico y Hawaii es un espacio natural de Guatemala situado en la costa del Pacífico, en el departamento de Santa Rosa. Aunque forma una unidad natural está compuesto administrativamente por la Reserva Natural Monterrico y el parque nacional Hawaii cada uno con una gestión independiente. Ambas entidades fueron creadas en 1956 y tienen una superficie conjunta de 1000 hectáreas. Este espacio es la reserva de manglares mejor conservada sobre la costa del Pacífico guatemalteco.

## Fauna
Entre los mangles anidan muchas aves migratorias como los pelícanos. La laguna de la Palmilla, cerca da la aldea de Monterrico es un lugar ideal para la observación de estas aves. Los manglares son refugio, entre otras especies, para la iguana verde y el cocodrilo, de los cuales existen programas de reproducción.
En las playas de origen volcánico con arenas de color gris oscuro y café anidan las tortugas marinas, parlama y baulas, cuya época de cría se extiende principalmente entre los meses de mayo a septiembre. Las tortugas marinas han progresado notablemente, pues el centro de reproducción de la aldea Hawaii las cuida y protege.